# Miesha Tate
Miesha Theresa Tate (* 18. August 1986 in Tacoma, Washington) ist eine  US-amerikanische Mixed-Martial-Arts-Kämpferin und Ex-Weltmeisterin im Bantamgewicht bei der Ultimate Fighting Championship (UFC) und bei Strikeforce. Sie zählte zwischen 2007 und 2016 als aktive MMA-Kämpferin zu den Besten der Welt in dieser Sportart. Am 18. Juli 2021 feierte sie erfolgreich ihr Comeback im Octagon der Ufc.

## Leben und Karriere
Geboren und aufgewachsen in Tacoma, Washington, kämpfte die junge Miesha Tate bereits in der High School im Ringerteam der Jungen. Im Jahr 2005 konnte sie zunächst den Landes- und anschließend den Nationalen Titel bei den Mädchen gewinnen.
Während ihrer Zeit an der Universität kam Miesha Tate zum MMA und nahm das Training an der Central Washington University auf. Ihr Amateur-Debüt im Mixed Martial Arts bestritt Tate im Jahr 2006 bei USA MMA: Wanted Fighting Challenge, das sie jedoch nach Technischem Knockout in der zweiten Runde gegen Elizabeth Posener verlor.
Ihr Debüt auf professioneller Ebene gab sie am 24. November 2007 beim Turnier HOOKnSHOOT: Bodog Fight Women's Tournament. Dabei siegte sie in der ersten Turnierrunde gegen Jan Finney durch Ringrichterentscheid, verlor jedoch den anschließenden Kampf gegen Kaitlin Young durch Knockout nach nur 30 Sekunden in der ersten Runde.
Am 27. Juni 2008 bestritt Tate ihren ersten Kampf bei Strikeforce, den sie gegen Elaina Maxwell einstimmig nach Punkten gewann. In den Folgejahren bestritt Tate einige weitere Kämpfe, meist für Strikeforce, jedoch auch für andere Organisationen, die sie zumeist gewinnen konnte. Am 30. Juli 2011 gewann Tate den Strikeforce-Weltmeistertitel im Bantamgewicht von Marloes Coen. Diesen musste sie jedoch bereits bei ihrer ersten Titelverteidigung am 3. März 2012 an Ronda Rousey abgeben, nachdem sie in einem Armbar ihrer Gegnerin abgeklopft hatte.
Im Februar 2013 wechselte Tate zur Ultimate Fighting Championship (UFC) und trat dort am 13. April 2013 zu ihrem ersten Kampf gegen Cat Zingano an, den sie durch Technischen Knockout in der dritten Runde verlor. Am 28. Dezember 2013 kämpfte sie bei UFC 168 – erneut gegen Rousey – um den Bantamgewichtstitel der UFC, jedoch musste sie auch hier wieder eine Niederlage durch Aufgabe in der dritten Runde einstecken. Am 19. April 2014 konnte Tate einen Sieg über Liz Carmouche durch einstimmige Punktentscheidung erzielen. Es folgte ein Kampf gegen Sara McMann bei UFC 183 am 31. Januar 2015, den sie ebenfalls durch Punktentscheidung gewinnen konnte.
Durch den Sieg über Jessica Eye qualifizierte sich Tate für einen Titelkampf gegen Holly Holm. Am 5. März 2016 besiegte Tate Holm bei UFC 196 durch Aufgabe in der fünften Runde, womit sie die dritte Bantamgewichtstitelträgerin der UFC-Geschichte wurde. Den Titel musste sie jedoch bereits bei UFC 200 wieder an Amanda Nunes abgeben, nachdem sie einen Kampf gegen diese durch Aufgabe in der ersten Runde verloren hatte.
Am 12. November 2016 bestritt sie bei UFC 205 einen Kampf gegen Raquel Pennington, den sie überraschend durch einstimmige Punktentscheidung nach drei Runden verlor. Im anschließenden Interview gab Tate, nach einer laut ihr spontan getroffenen Entscheidung, ihren sofortigen Rücktritt vom MMA-Sport bekannt.
Tate bestritt insgesamt 28 Kämpfe im Mixed Martial Arts (davon drei Amateur-Kämpfe). Dabei verließ sie 20-mal als Siegerin und achtmal als Verliererin den Ring.

## MMA-Statistik

### Liste der Amateur-Kämpfe
In drei Amateur-Kämpfen erzielte Tate zwei Siege (beide durch Aufgabe) und eine Niederlage (durch Technischen Knockout).
| Ergebnis   | Amateur-Rekord | Gegner            | Datum            | Veranstaltung                      | Methode                                | Runde | Zeit |
| ---------- | -------------- | ----------------- | ---------------- | ---------------------------------- | -------------------------------------- | ----- | ---- |
| Niederlage | 0–1            | Elizabeth Posener | 25. März 2006    | USA MMA: Wanted Fighting Challenge | Technischer Knockout (Corner Stoppage) | 2     | 3:00 |
| Sieg       | 1–1            | Debra Louis       | 14. Oktober 2006 | USA MMA: Cage Fighting Warriors    | Aufgabe (Armbar)                       | 3     | 1:27 |
| Sieg       | 2–1            | Valerie Coolbaugh | 6. Oktober 2007  | MAX MMA: Fists of Fury             | Aufgabe (Armbar)                       | 3     | N/A  |

### Liste der Profi-Kämpfe
In 25 Profi-Kämpfen erzielte Tate 18 Siege (einen durch Knockout, zwei durch Technischen Knockout, sechs durch Aufgabe, einen durch Technische Aufgabe, sieben durch Punktentscheidung und einen durch Ringrichterentscheid) und sieben Niederlagen (eine durch Knockout, eine durch Technischen Knockout, drei durch Aufgabe und zwei durch Punktentscheidung).
| Ergebnis   | Profi-Rekord | Gegner            | Datum              | Veranstaltung                                           | Methode                               | Runde | Zeit |
| ---------- | ------------ | ----------------- | ------------------ | ------------------------------------------------------- | ------------------------------------- | ----- | ---- |
| Sieg       | 1–0          | Jan Finney        | 24. November 2007  | HOOKnSHOOT: Bodog Fight Women's Tournament              | Ringrichterentscheid                  | 4     | 3:00 |
| Niederlage | 1–1          | Kaitlin Young     | 24. November 2007  | HOOKnSHOOT: Bodog Fight Women's Tournament              | Knockout (Head Kick)                  | 1     | 0:30 |
| Sieg       | 2–1          | Elaina Maxwell    | 27. Juni 2008      | Strikeforce: Melendez vs. Thomson                       | Punktentscheidung (einstimmig)        | 3     | 3:00 |
| Sieg       | 3–1          | Jamie Welsh       | 29. November 2008  | CS: CageSport MMA                                       | Technischer Knockout (Punches)        | 1     | 2:21 |
| Sieg       | 4–1          | Jessica Bednark   | 31. Januar 2009    | FCF: Freestyle Cage Fighting 27                         | Technischer Knockout (Punches)        | 1     | 1:22 |
| Sieg       | 5–1          | Dora Baptiste     | 21. Februar 2009   | Atlas Fights: USA vs. Brazil                            | Aufgabe (Triangle Choke)              | 1     | 1:48 |
| Sieg       | 6–1          | Lizbeth Carreiro  | 4. April 2009      | FCF: Freestyle Cage Fighting 30                         | Aufgabe (Shoulder Choke)              | 3     | 2:48 |
| Niederlage | 6–2          | Sarah Kaufman     | 15. Mai 2009       | Strikeforce: Challengers 1                              | Punktentscheidung (einstimmig)        | 3     | 3:00 |
| Sieg       | 7–2          | Sarah Oriza       | 3. Oktober 2009    | CS: CageSport 7                                         | Knockout (Head Kick)                  | 2     | 0:08 |
| Sieg       | 8–2          | Valerie Coolbaugh | 16. Januar 2010    | FCF: Freestyle Cage Fighting 38                         | Aufgabe (Armbar)                      | 1     | 4:45 |
| Sieg       | 9–2          | Zoila Frausto     | 26. März 2010      | Strikeforce: Challengers 7                              | Aufgabe (Armbar)                      | 2     | 4:09 |
| Sieg       | 10–2         | Maiju Kujala      | 13. August 2010    | Strikeforce: Challengers 10                             | Punktentscheidung (einstimmig)        | 2     | 3:00 |
| Sieg       | 11–2         | Hitomi Akano      | 13. August 2010    | Strikeforce: Challengers 10                             | Punktentscheidung (einstimmig)        | 3     | 3:00 |
| Sieg       | 12–2         | Marloes Coenen    | 30. Juli 2011      | Strikeforce / M-1 Global: Fedor vs. Henderson           | Aufgabe (Arm-Triangle Choke)          | 4     | 3:03 |
| Niederlage | 12–3         | Ronda Rousey      | 3. März 2012       | Strikeforce: Tate vs. Rousey                            | Aufgabe (Armbar)                      | 1     | 4:27 |
| Sieg       | 13–3         | Julie Kedzie      | 18. August 2012    | Strikeforce: Rousey vs. Kaufman                         | Aufgabe (Armbar)                      | 3     | 3:28 |
| Niederlage | 13–4         | Cat Zingano       | 13. April 2013     | The Ultimate Fighter: Team Jones vs. Team Sonnen Finale | Technischer Knockout (Knees/Elbows)   | 3     | 2:55 |
| Niederlage | 13–5         | Ronda Rousey      | 28. Dezember 2013  | UFC 168: Weidman vs. Silva 2                            | Aufgabe (Armbar)                      | 3     | 0:58 |
| Sieg       | 14–5         | Liz Carmouche     | 19. April 2014     | UFC on Fox: Werdum vs. Browne                           | Punktentscheidung (einstimmig)        | 3     | 5:00 |
| Sieg       | 15–5         | Rin Nakai         | 20. September 2014 | UFC Fight Night: Hunt vs. Nelson                        | Punktentscheidung (einstimmig)        | 3     | 5:00 |
| Sieg       | 16–5         | Sara McMann       | 31. Januar 2015    | UFC 183: Silva vs. Diaz                                 | Punktentscheidung (geteilt)           | 3     | 5:00 |
| Sieg       | 17–5         | Jessica Eye       | 25. Juli 2015      | UFC on Fox: Dillashaw vs. Barão 2                       | Punktentscheidung (einstimmig)        | 3     | 5:00 |
| Sieg       | 18–5         | Holly Holm        | 5. März 2016       | UFC 196: McGregor vs. Diaz                              | Technische Aufgabe (Rear-Naked Choke) | 5     | 3:30 |
| Niederlage | 18–6         | Amanda Nunes      | 9. Juli 2016       | UFC 200: Tate vs. Nunes                                 | Aufgabe (Rear-Naked Choke)            | 1     | 3:16 |
| Niederlage | 18–7         | Raquel Pennington | 12. November 2016  | UFC 205: Alvarez vs. McGregor                           | Punktentscheidung (einstimmig)        | 3     | 5:00 |